# روبن فاغنر (دراج)
روبن فاغنر هو دراج تشيكي، ولد في 8 فبراير 1993 في Zábřeh ‏ في التشيك.

## وصلات خارجية
- روبن فاغنر على موقع أرشيف الدراجات (الإنجليزية)
- روبن فاغنر على موقع اللجنة الأولمبية التشيكية (التشيكية)